# Karin Lundqvist (konstnär)
Karin Elsa Sylvia Lundqvist, född Lindberg 30 oktober 1926 i Malmö, är en svensk målare. 
Lundqvist studerade konst vid Skånska målarskolan i Malmö och under studieresor i utlandet. Hennes konst består av stramt byggda stilleben som ibland kan ha en abstrakt stil. Lundqvist är representerad vid Malmö museum och Borås konstmuseum.